# Ib Gerdes
Ib Gerdes (23. april 1916 i Fredericia -23. marts 2008 i Fredericia) var en dansk læge og tennisspiller medlem af B.93.
Gerdes blev en overraskende vinder i herresingle ved DM indendørs 1938.
Gerdes var fra 1943 praktiserende læge i Fredericia bl.a sammen med faderen I.U. Gerdes. 